# 293-тя піхотна дивізія (Третій Рейх)
293-тя піхотна дивізія (Третій Рейх) (нім. 293. Infanterie-Division) — піхотна дивізія Вермахту часів Другої світової війни. Дивізія 8-ї хвилі мобілізації Сухопутних військ Третього Рейху сформована у лютому 1940 року. Брала участь у Бельгійській та Французькій кампаніях. З початком німецького вторгнення до СРСР билася на Східному фронтові у складі групи армій «Центр». Билася в Білорусі, під Москвою, на Курській дузі, в Східній Україні. Наприкінці жовтня 1943 року через високі втрати у живій силі та техніці дивізію розформовували, її залишки включили до корпусної групи «A».

## Історія

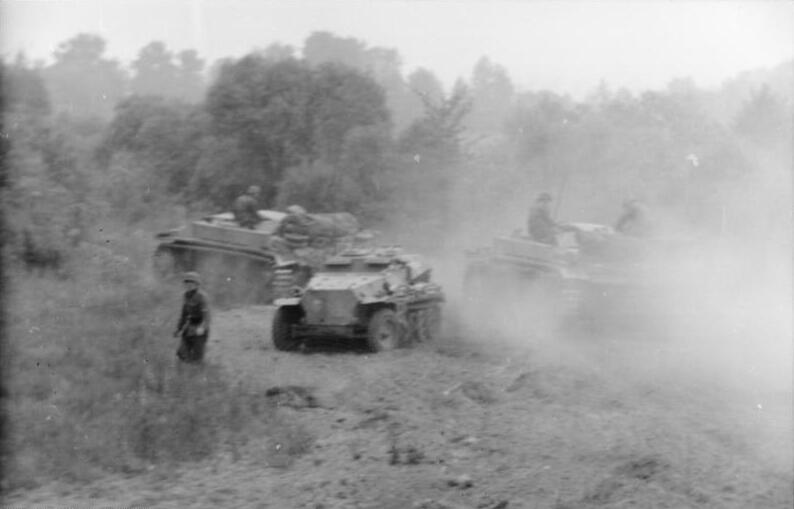
Німецький підрозділ самохідної артилерії на штурмгешуц Sturmgeschütz III. 1941

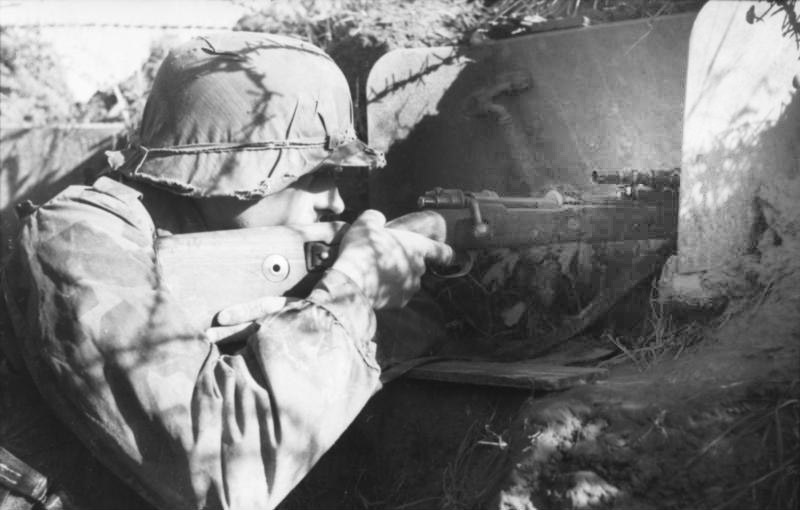
Німецький солдат з карабіном Mauser 98 на вогневій позиції. 1942

293-тя піхотна дивізія сформована 8 лютого 1940 в Берліні з особового складу III-го військового округу під час 8-ї хвилі мобілізації Вермахту. Формування 293-ї піхотної дивізії розпочалося за рахунок підрозділів з 3 піхотних полків 1-ї хвилі, двох батальйонів 2-ї хвилі та батальйону 4-ї хвилі мобілізації Сухопутних військ (II./IR 29; II./IR 68; II./IR 35; — II./IR 169; II./IR 178; — II./IR 466 та штабу IR 119). Артилерія укомплектовувалася також за рахунок передачі до складу дивізії артилерійських підрозділів з інших дивізій (III./AR 3; III./AR 23; III.AR 25; III./AR 257). Підготовка та бойове злагодження підрозділів дивізії проводилося до травня 1940 року на полігонах у східній частині Бранденбургу.

### Французька кампанія
10 травня 1940 року 293-тя дивізія, як резерв ОКГ, зосередилася на західних кордонах Рейху у ході підготовки до вторгнення до Бельгії.
З 18 до 21 травня дивізія не брала участі в активних бойових діях, а просувалася чотирма колонами за основним ударним угрупованням німецьких військ через бельгійські Ойпен, Вербомон, Жедін, регіон Фаменне до французького кордону. 22 травня під час спроби атакувати обложений бельгійський форт Танкремон Льєзького фортифікаційного комплексу дивізія зазнала перших втрат. У бою загинуло 16 німецьких солдатів та 55 отримали поранення.
Після першого бою 293-тя дивізія введена у бойові порядки німецької армії й наступала у складі VI-ого армійського корпусу у Північній Франції, вела бої біля Бур-Фідель, Лан, Ретель.
О 5:00 годин 9 червня 1940 року, після півгодинної артилерійської підготовки війська 2-ї польової армії генерала кавалерії М.фон Вейхса по всьому фронтові перейшли в наступ. 510-й і 512-й полки дивізії на човнах подолали річку Ена і вступили в бій з французькими військами на південному березі річки. Попри впертому опору з боку сильно укріплених позицій на протилежному березі, ціною важких власних втрат, ключові опорні пункти на південному березі Ени до вечора 9 червня були в руках німців. Але, за перший день наступу в операції «Рот», 512-й полк втратив загиблими та пораненими майже 50 % особового складу частини.
Наступного дня, німецькі війська продовжили наступальні дії. Дивізія билася біля Жоншері-сюр-Вель, у сутичках з французькою армією знову ж зазнала серйозних втрат, але продовжувала просуватися вперед, долаючи розрізнений опір окремих підрозділів противника. У другій половині дня 12 червня війська дивізії вийшли на рубіж шосе Реймс-Еперне. Після короткого відпочинку та відновлення боєздатності, 14 числа дивізія продовжила рух вперед.
293-тя піхотна дивізія форсованим маршем переслідувала формування французів, що безладно тикали на південь, річку Марну з'єднання перейшло в Марей-сюр-І й не гаючи часу продовжило рух на південь Франції. Практично не ув'язуючись у бої, 19 червня дивізія вийшла до Осера, звідки змінила напрямок руху на район південніше Орлеана. 5 липня підрозділи дивізії завантажуються залізницею на вокзалі у Ла-Ферте-Сент-Обен і перекидається залізничним транспортом до Бретані, де їй визначений рубіж берегової оборони в секторі Кот-д'Армор.
19 жовтня 1940 зі складу дивізії передаються на організацію 333-ї піхотної дивізії треті батальйони з'єднання (штаб 512-го полку, III./510, III./511, III./512, III./AR 293), нестачу компенсується за рахунок доукомплектування призовом військовозобов'язаних. 25 лютого 1941 дивізія отримала наказ на передислокацію з узбережжя Франції на схід до Генеральної губернії. 6 березня 1941 підрозділи доставляються залізничним транспортом до Лешно, звідки здійснюють марш на східні кордони, де уходить до складу XII-ого армійського корпусу генерала від інфантерії В. Шрота.

### Східний фронт
На початок німецького вторгнення до Радянського Союзу, 293-тя піхотна дивізія перебувала у резерві групи армій «Центр» в Седльце. Тільки 26 червня дивізія отримала наказ на введення у бій і перше завдання, очистити від розрізнених та дезорганізованих радянських військ західну частину Білорусі в районі Августовської пущі. В процесі зачищення окупованої території німецькі солдати перевіряли оборонні позиції радянських військ 4-ї та 10-ї армій Західного фронту, а також недобудовані укріплення лінії Молотова.
Надалі дивізія продовжувала наступ по території Білорусі, билася в районах Пінська, з великими труднощами проривалася крізь Прип'ятські болота, долаючи опор Червоної армії та природні перешкоди. Нарешті 1 серпня 1941 року піхотна частина вийшла на рубіж річки Птич. За наказом командира XXXV-го командування особливого призначення підрозділи з'єднання подолали водну перешкоду та з боями в селищах Ломовичи (14 серпня) та Озаричі (18 серпня), продовжили просування на схід.
У другої половині серпня німецька піхотна дивізія вела бої проти радянських військ за населені пункти Козловичи, Дудичи, Шалипи. 23 серпня передові підрозділи дивізії захопили важливий залізничний вузол Калинковичі, на якому знаходились готові до евакуації ешелони з радянським майном та матеріальними запасами. За час ведення боїв та здійснення маршу через Прип'ятські болота на півдні Білорусі дивізія втратила 1 718 солдатів та офіцерів.
28 серпня 1941 року перші підрозділи 293-ї дивізії форсували Дніпро поблизу Бронного й продовжуючи наступ на Терюха, вийшли на адміністративні кордони Смоленської області. Наприкінці серпня німці подолали річку Уса, й незабаром опанували смоленські Добрянку і 1 вересня районний центр Хіславичі.
Наступного дня, дивізія отримала наказ на здійснення маршу на південний схід до Києва. Від групи армій «Центр» у битві за столицю України брала участь 2-га армія. До її складу входили 13-й армійський корпус (17-та, 134-та, 260-та піхотні дивізії), 43-й армійський корпус (131-ша і 293-тя піхотні дивізії, 35-те командування особливого призначення (45-та і 112-та піхотні дивізії). 2-га танкова група, котра завдавала удар на головному напрямку, складалася з 24-го танкового корпусу (3-тя, 4-та танкові, 10-та моторизована дивізії і піхотний полк «Велика Німеччина», 47-го танкового корпусу (17-та, 18-та танкові та 29-та моторизована дивізії).
Битва під Києвом, яка тривала до кінця вересня, хоча і принесла для німецьких військ на сході величезний успіх, дала радянському командуванню час для підготовки Москви до оборони і перекидання з Сибіру в Центральну Росію великої кількості військ.
293-тя дивізія брала активну участь у розгромі військ Південно-Західного фронту генерала Кирпоноса: 13 числа підрозділи з'єднання опанували Ніжин, 15 вересня — Монастирище, 18 вересня — Пирятин, а 20 числа — Городище.
25 вересня 1941 року з'єднанню віддали наказ на здійснення 260-км маршу до Новгород-Сіверського й далі до лінії фронту на центральному напрямку німецько-радянської війни; дивізію терміново перекидали до складу ударного угруповання групи армій генерал-фельдмаршала Ф.фон Бока, що готувалася до рішучого штурму Москви. За вересень дивізія мала втрати 825 військових, серед яких 37 офіцерів.
За станом на початок жовтня 293-тя дивізія практично без перерв з боями пройшла 2 700 км територією ворога. Бойові можливості різко впали, більшість техніки була втрачена у попередніх боях, у підрозділах був значний некомплект особового складу, маршеве поповнення, що надходило до частин не могло покрити нестачу в живій силі та техніці.
З початком операції «Тайфун», формування діяло у складі 2-ї танкової групи на напрямку удару Вермахту. Билася у Брянській операції, брало участь в оточенні радянських військ у Брянському котлі. Битва на оточення під Брянськом та Вязьмою тривала десять діб. 45-та, 95-та, 134-та піхотні дивізії разом з 16-ю і 25-ю моторизованими дивізіями замкнули міцне кільце навколо радянської 13-ї армії між Севськом і Дмитрієвим. 262-га, 293-тя, 296-та піхотні, 10-та моторизована, 1-ша кавалерійська і 17-та танкова дивізії все сильніше стискали радянську 3-тю армію на захід Кром. Після повного розгрому оточених об'єднань Червоної армії, з 22 жовтня дивізію на нетривалий час вивели до резерву на відпочинок та доукомплектування. На той час у наслідок боїв некомплект становив 3 000 чоловік (піхотний полк), у піхотних ротах лишилася тільки 1/3 від штатної чисельності військ, транспортних засобів втрачено 60 %. Після двох днів відпочинку 293-тя піхотна дивізія продовжувала свій наступ на північний схід.
29 жовтня 1941 року розпочалися бої за Тулу. 2-га армія генерал-полковника Р.Шмідта, що складалася з XXXIV-го генерала від інфантерії Г.Меца (45-та і 134-та піхотні дивізії), XXXV-го командувань особливого призначення генерала артилерії Р. Кемпфе (262-га, 293-тя і 296-та піхотні дивізії) і приданого XXIV-го моторизованого корпусу генерала танкових військ Л. Г. фон Швеппенбург (9-та танкова, 16-та моторизована і 95-та піхотна дивізії) намагалася охопити своїми моторизованими силами місто з півдня. Запеклі бої між радянськими та німецькими військами, що рвалися з півдня на Москву тривали декілька тижнів, проте, Вермахту не вдалося подолати оборону лівого крила Західного фронту.
12 листопада війська дивізії зайняли Новосіль і закріпилися на досягнутому рубежі. У зведеній відомості по особовому складу від 12 грудня 1941 загальні втрати 293-ї піхотної дивізії в період з 22 червня до 30 листопада 1941 зафіксували військові втрати 2 420 солдатів та фельдфебелів, а також 115 офіцерів.
Попри складну ситуацію із зимовим спорядженням та колосальні втрати у живій силі та техніці, командування групи армій «Центр» продовжувало гнати свої війська вперед. 5 грудня німецька дивізія отримала наказ наступати на Єфремов, однак через сильне похолодання до −35 C° була не спроможна виконати завдання. Втрати тільки 512-го піхотного полку за один день становили: 12 загиблих, 57 поранених, 103 обморожених, які потребували ампутації, 215 обморожених-хворих, які не могли більше залишатися в строю, й поранених).
У наслідок масштабного радянського наступу під Москвою, у тому числі на Тульському напрямку, німецькі війська зазнали нищівного розгрому і в безладі відступали на захід. 293-тя дивізія переходить до ведення оборонних та ар'єргардних боїв під Мценськом, Орлом, Болховим.
Протягом 1942-першої половини 1943 року дивізія продовжувала перебувати в штаті 2-ї танкової армії генерал-полковника Р. Шмідта, і вела переважно оборонні бої місцевого масштабу в районі Болхова.
У липні 1943 з початком стратегічного контрнаступу радянських військ на орловському напрямку за планом операції «Кутузов» 293-тя дивізія билася проти Червоної армії в Болховсько-Орловській операції, поступово відступаючи на захід. У серпні 1943 року включена до складу Тактичної групи генерала Прауна, яка билася з противником на Брянському напрямку.
Після цих боїв, в період з 24 по 30 серпня 1943 року дивізію залізницею терміново перекидають на напрямок Харків-Полтава до складу групи армій «Південь». Восени дивізія вела бойові дії спочатку у LII-му армійському, а згодом у LVII танковому корпусах у Східній Україні, поблизу Кременчука, Дніпропетровська. Наприкінці жовтня 293-ю піхотну дивізію зосереджують у Новоархангельську, де через тиждень через високі втрати у живій силі та техніці вона розформовується. Із залишків формування утворюють 293-ю тактичну групу, яка організаційно включена до корпусної групи «A».

## Райони бойових дій
- Німеччина (лютий — травень 1940);
- Франція (травень 1940 — січень 1941);
- Генеральна губернія (січень — червень 1941);
- Східний фронт (центральний напрямок) (червень 1941 — серпень 1943);
- Східний фронт (південний напрямок) (серпень — листопад 1943).

## Командування

### Командири
- генерал-лейтенант Йозеф Руссвурм (нім. Josef Rußwurm) (8 лютого — 4 червня 1940);
- генерал-лейтенант Юстін фон Оберніц (нім. Justin von Obernitz) (4 червня 1940 — 19 лютого 1942);
- генерал-майор, з 1 січня 1943 генерал-лейтенант Вернер Форст (нім. Werner Forst) (19 лютого 1942 — 10 січня 1943);
- оберст, з 1 березня 1943 генерал-майор Карл Арндт (нім. Karl Arndt) (10 січня — 2 листопада 1943).

### Підпорядкованість
| Час         | Корпус                                     | Армія                 | Група армій (округ)    | Штаб              |
| ----------- | ------------------------------------------ | --------------------- | ---------------------- | ----------------- |
| 1940        |                                            |                       |                        |                   |
| 8 лютого    | —                                          | —                     | III-й військовий округ | Бранденбург       |
| 10 травня   | Резерв ОКГ                                 | Резерв ОКГ            | Резерв ОКГ             | Західна Німеччина |
| 1 червня    | VI-й ак                                    | 2-га армія            | Група армій «A»        | Бельгія           |
| 2 липня     | XXVIII-й ак                                | 6-та армія            | Група армій «B»        | Ла-Манш           |
| 12 липня    | XXVIII-й ак                                | 6-та армія            | Група армій «A»        | Ла-Манш           |
| 23 липня    | XXVIII-й ак                                | 6-та армія            | Група армій «B»        | Ла-Манш           |
| 11 вересня  | XXVIII-й ак                                | 6-та армія            | Група армій «C»        | Ла-Манш           |
| 21 жовтня   | XXVIII-й ак                                | 6-та армія            | Група армій «D»        | Нант              |
| 1941        |                                            |                       |                        |                   |
| 1 січня     | XXVIII-й ак                                | 6-та армія            | Група армій «D»        | Нант              |
| 25 лютого   | XIII-й ак                                  | 4-та армія            | Група армій «B»        | Польща            |
| 18 березня  | XII-й ак                                   | 4-та армія            | Група армій «B»        | Польща            |
| 1 травня    | XIII-й ак                                  | 4-та армія            | Група армій «B»        | Польща            |
| 3 червня    | XIII-й ак                                  | 4-та армія            | Група армій «Центр»    | західніше Берестя |
| 22 червня   | LIII-й ак                                  | резерв групи армій    | Група армій «Центр»    | Берестя           |
| 25 червня   | XXXV-е командування особливого призначення | резерв ОКГ            | резерв ОКГ             | Пінськ            |
| 3 липня     | XXXV-е командування особливого призначення | 2-га армія            | Група армій «Центр»    | Гомель            |
| 2 вересня   | XXXXIII-й ак                               | 2-га армія            | Група армій «Центр»    | Київ              |
| 18 вересня  | XXXV-е командування особливого призначення | 6-та армія            | Група армій «Центр»    | Брянськ           |
| 27 вересня  | XXXV-е командування особливого призначення | 2-га танкова група    | Група армій «Центр»    | Брянськ           |
| 25 жовтня   | XXXV-е командування особливого призначення | 2-га армія            | Група армій «Центр»    | Курськ, Єлець     |
| 31 грудня   | XXXV-й ак                                  | 2-га армія            | Група армій «Центр»    | Єлець             |
| 1942        |                                            |                       |                        |                   |
| 1 січня     | XXXV-е командування особливого призначення | 2-га армія            | Група армій «Центр»    | Єлець             |
| 16 січня    | XXXV-е командування особливого призначення | 2-га танкова армія    | Група армій «Центр»    | Мценськ, Орел     |
| 14 вересня  | XXXXI-й тк                                 | 2-га танкова армія    | Група армій «Центр»    | Болхов, Орел      |
| 3 листопада | LIII-й ак                                  | 2-га танкова армія    | Група армій «Центр»    | Болхов, Орел      |
| 1943        |                                            |                       |                        |                   |
| 1 січня     | LIII ак                                    | 2-га танкова армія    | Група армій «Центр»    | Болхов, Орел      |
| 25 липня    | —                                          | 2-га танкова армія    | Група армій «Центр»    | Брянськ           |
| 28 липня    | XXIII-й ак                                 | 2-га танкова армія    | Група армій «Центр»    | Брянськ           |
| 11 серпня   | Тактична група Прауна                      | Тактична група Прауна | Група армій «Центр»    | Брянськ           |
| 13 серпня   | Тактична група Прауна                      | 9-та армія            | Група армій «Центр»    | Брянськ           |
| 14 серпня   | XXXXI-й тк                                 | 9-та армія            | Група армій «Центр»    | Брянськ           |
| 21 серпня   | —                                          | 9-та армія            | Група армій «Центр»    | Брянськ           |
| 27 серпня   | —                                          | —                     | Група армій «Південь»  | передислокація    |
| 31 серпня   | XXXXII-й ак                                | 8-ма армія            | Група армій «Південь»  | Харків            |
| 6 вересня   | LII-й ак                                   | 8-ма армія            | Група армій «Південь»  | Харків            |
| 16 вересня  | LII-й ак                                   | 1-ша танкова армія    | Група армій «Південь»  | Кременчук         |
| 2 листопада | LVII-й тк                                  | 1-ша танкова армія    | Група армій «Південь»  | Умань             |

### Склад
| Вересень 1939                          | Травень 1943                              |
| -------------------------------------- | ----------------------------------------- |
| 510-й піхотний полк                    | 510-й гренадерський полк                  |
| 511-й піхотний полк                    | 511-й гренадерський полк                  |
| 512-й піхотний полк                    | 512-й гренадерський полк                  |
| 293-й артилерійський полк              |                                           |
| 293-й розвідувальний батальйон         |                                           |
| 293-й протитанковий батальйон          | 293-й винищувально-протитанковий дивізіон |
| 293-й інженерний батальйон             |                                           |
| 293-й дивізійний батальйон зв'язку     |                                           |
| 293-тє дивізійне управління постачання |                                           |
| 293-й запасний батальйон               |                                           |

## Нагороджені дивізії
Нагороджені дивізії
Нагороджені Сертифікатом Пошани Головнокомандувача Сухопутних військ для військових формувань Вермахту за збитий літак противника
- 16 серпня 1943 — 512-й гренадерський полк за дії 11 січня 1943 поблизу Перестряш (Ульяновський район, Калузька область) (№ 336).

|  | Кавалери Золотого Німецького Хреста                                                                        | 41 |
|  | Кавалери Лицарського хреста Залізного хреста                                                               | 6  |
|  | Кавалери Почесної застібки Сухопутних військ «Почесна застібка на орденську стрічку для Сухопутних військ» | 2  |

- Нагороджені Сертифікатом Пошани Головнокомандувача Сухопутних військ (5)

## Відомі військові
- Віллі Штоф — німецький політичний діяч Німецької Демократичної Республіки, член політбюро ЦК СЕПГ, генерал армії ННА. Голова Ради міністрів НДР (1976—1989), голова Державної Ради НДР (1973—1976), міністр національної оборони НДР (1950—1960). Проходив службу у лавах 293-ї піхотної дивізії в 293-му артилерійському полку у званні єфрейтор (1940—1942).